# 垂直統合型デバイスメーカー
垂直統合型デバイスメーカー（すいちょくとうごうがたデバイスメーカー、英語: Integrated Device Manufacturer）は、半導体産業において、自社で全工程（設計・製造・組み立て・検査・販売）を一貫して行える設備を有しているメーカーであり、IDMとも呼ばれる。

## 詳細
規模の経済が求められる半導体産業において、設計や製造の環境が整うASSP分野では水平分業型が近年広がりを見せてきた一方で、マスクデータのアーキテクチャの高度化が進む分野では、「設計と製造の摺り合わせ」が必要とされ従来の事業モデルであった垂直統合型が強みを見せる。

### 企業の例
- システムLSI
  - ルネサスエレクトロニクス
- パソコン向けマイクロプロセッサー(MPU)
  - インテル
- 汎用半導体メモリ
  - マイクロン・テクノロジ
  - サンディスク
- 半導体素子(ディスクリート)
  - 村田製作所
- 複数の分野でIDM業態を執る
  - 東芝
- 垂直統合型でファウンドリサービスを行っている企業
  - IBM(IBM)
  - 富士通(富士通)